# Ново Село (Врбовець)
Ново Село (хорв. Novo Selo) — населений пункт у Хорватії, у Загребській жупанії у складі міста Врбовець.

## Населення
Населення за даними перепису 2011 року становило 123 осіб.
Динаміка чисельності населення поселення:

## Клімат
Середня річна температура становить 10,70 °C, середня максимальна – 25,80 °C, а середня мінімальна – -6,68 °C. Середня річна кількість опадів – 824 мм.
| Клімат поселення                              | Клімат поселення | Клімат поселення | Клімат поселення | Клімат поселення | Клімат поселення | Клімат поселення | Клімат поселення | Клімат поселення | Клімат поселення | Клімат поселення | Клімат поселення | Клімат поселення | Клімат поселення |
| Показник                                      | Січ.             | Лют.             | Бер.             | Квіт.            | Трав.            | Черв.            | Лип.             | Серп.            | Вер.             | Жовт.            | Лист.            | Груд.            |                  |
| Середній максимум, °C                         | 6,32             | 8,56             | 13,18            | 17,36            | 22,50            | 25,80            | 24,98            | 24,25            | 20,16            | 14,89            | 9,22             | 4,95             |                  |
| Середня температура, °C                       | −0,2             | 2,10             | 6,69             | 10,86            | 15,99            | 19,29            | 20,86            | 20,13            | 16,04            | 10,76            | 5,10             | 0,83             |                  |
| Середній мінімум, °C                          | −6,68            | −4,46            | 0,15             | 4,34             | 9,48             | 12,78            | 16,74            | 16,00            | 11,92            | 6,65             | 0,99             | −3,28            |                  |
| Норма опадів, мм                              | 46               | 45               | 53               | 63               | 74               | 90               | 76               | 79               | 77               | 78               | 82               | 61               |                  |
| Середньомісячна швидкість вітру, м/с          | 1.94             | 2.20             | 2.59             | 2.40             | 2.27             | 2.05             | 2.00             | 1.80             | 1.80             | 1.90             | 2.00             | 2.00             |                  |
| Середньомісячна сонячна радіація, кДж/м²·день | 4078             | 6859             | 10615            | 15035            | 19279            | 21280            | 22068            | 19292            | 14157            | 8752             | 4551             | 3286             |                  |
| --------------------------------------------- | ---------------- | ---------------- | ---------------- | ---------------- | ---------------- | ---------------- | ---------------- | ---------------- | ---------------- | ---------------- | ---------------- | ---------------- | ---------------- |
| Джерело:                                      |                  |                  |                  |                  |                  |                  |                  |                  |                  |                  |                  |                  |                  |